# Lövsund

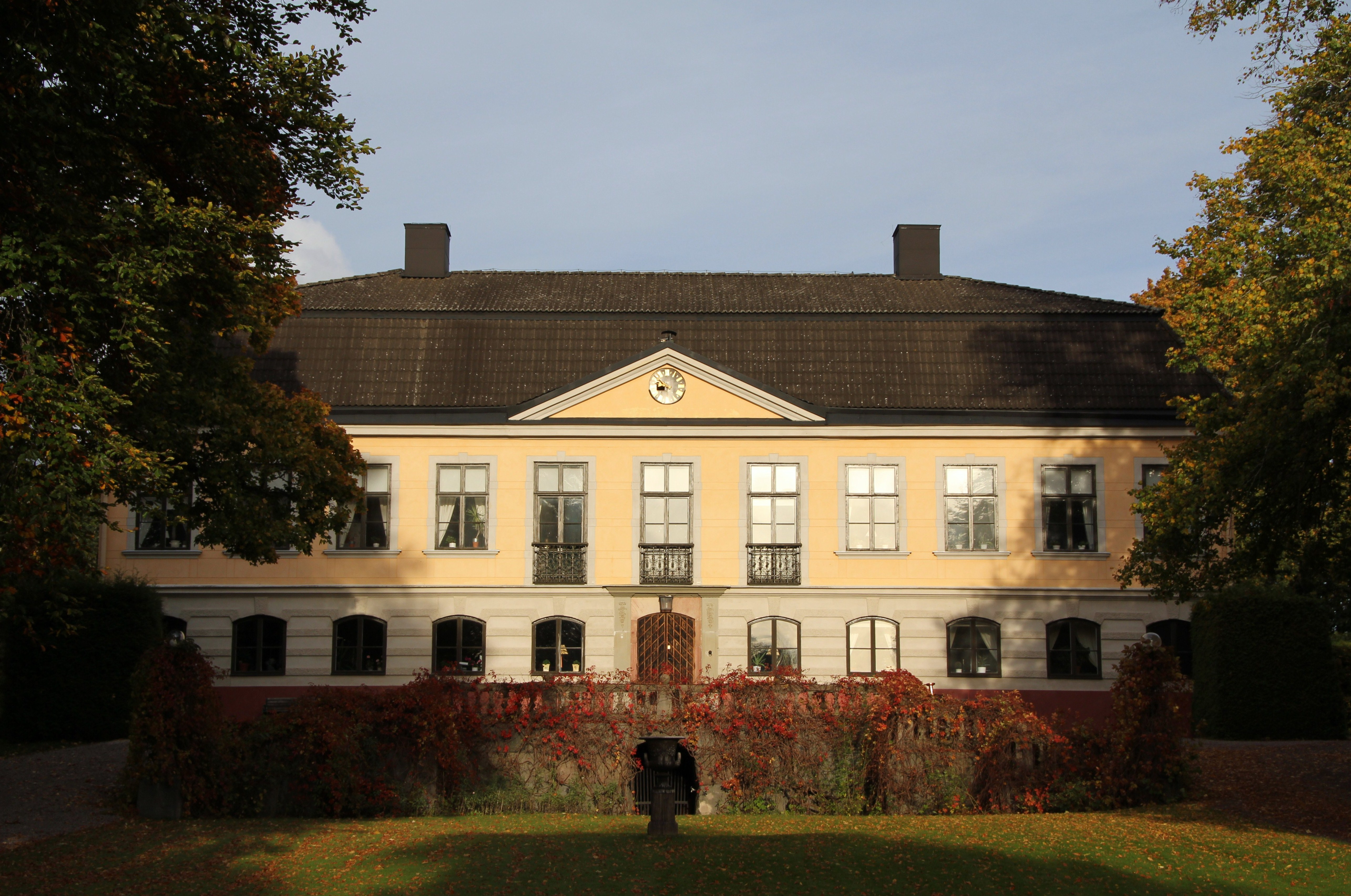
Lövsunds huvudbyggnad, oktober 2012.

Lövsund är en herrgård i Runtuna socken vid sjön Runnviken nordost om Nyköping.
På en ö (numera en halvö) i Runnviken, skild från fastlandet av Læfsundet, som gett namn åt två närbelägna gårdar, låg ett urgammalt säteri med namnet Ön, under vilket Læfsundsgårdarna lydde som ladugårdshemman. På 1600-talet benämndes alla tre gårdarna Leffsundzöö (senare Löfsund/Lövsund). Egendomen har sedan 1600-talet bland annat ägts av släkterna Drakenhjelm, Dureel, Rosenhane, Bronikowski, Trolle-Löwen och Grill.
Herrgården har sitt ursprung i två avhysta byar, Lövsund som låg i närheten av järnåldersgravfältet söder om herrgården och byn Ön som låg på "herrgårdsön" vid Runnviken. Herrgårdens källarvåning härrör från 1600-talet, men när byggnaden färdigställdes är osäkert.
Vid Lövsunds gård står runstenen Sö 151. Alldeles i närheten ligger även järnåldersgravhögen Uppsa kulle.